# Geneva River
Geneva River är ett vattendrag i Dominica.   Det ligger i parishen Saint Patrick, i den södra delen av landet, 11 km sydost om huvudstaden Roseau. Geneva River ligger på ön Dominica.